# بالی (کمون)
بالی (به فرانسوی: Basly) یک کمون (فرانسه) در فرانسه است که در canton of Creully واقع شده‌است. بالی ۳٫۹۲ کیلومتر مربع مساحت دارد ۷۰ متر بالاتر از سطح دریا واقع شده‌است.